# Pornhub
Pornhub je kanadsko spletno pornografsko mesto. Je eno izmed večjih pornografskih spletnih mest za pretakanje videoposnetkov v lasti podjetja MindGeek. Od Junija 2020 je Pornhub deseta najbolj obiskana spletna stran na svetu in tretja najbolj obiskana spletna odrasla stran po XVideos in XNXX.
Pornhub je bil ustanovljen leta 2007 v Montréalu v Kanadi, pisarno in strežnike ima tudi v Limassolu na Cipru. Marca 2010 je podjetje kupil MindGeek (takrat poznan kot Manwin), ki ima v lasti številne druge pornografske spletne strani. Spletno mesto je na voljo po vsem svetu, vendar so ga blokirale nekatere posamezne države, kot so Indija, celinska Kitajska, Filipini, Pakistan in Šrilanka. Med drugimi izdelki ponuja pornografijo v virtualni resničnosti in vsako leto gosti Pornhub Awards (slovensko Pornhub nagrade).
Mediji so poročali o incidentih, v katerih je Pornhub gostil pornografijo brez privolitve. Podjetje je bilo kritizirano zaradi počasnih ali neustreznih odzivov na nekatere od teh incidentov, vključno z gostovanjem kanala GirlsDoPorn, ki je bil zaprt leta 2019 po tožbi in obtožbah trgovine z ljudmi v spolne namene. Decembra 2020 sta po članku o takšni vsebini v New York Timesu plačilni sredstvi Mastercard in Visa prekinili svoje storitve za Pornhub. 14. decembra 2020 je Pornhub odstranil vse videoposnetke nepreverjenih uporabnikov. S tem se je vsebina zmanjšala s 13 milijonov na 4 milijone videoposnetkov.

## Zgodovina
Pornhub je ustanovil spletni razvijalec Matt Keezer, znotraj podjetja Interhub. Spletna stran je bila predstavljena 25. maja 2007. Marca 2010 je podjetje kupil Fabian Thylmann kot del podjetja Manwin, zdaj znanega kot MindGeek. Leta 2013 je Thylmann prodal svoj delež v podjetju višjemu vodstvu – Ferasu Antoonu in Davidu Tassillu. Del MindGeeka Pornhub sestavlja eno od več pornografskih spletnih mest v podjetju "Pornhub Network", poleg YouPorn, RedTube in drugih. Čeprav ni najbolj priljubljeno pornografsko spletno mesto, je Pornhub največje takšno spletno mesto na internetu, ki gosti več videoposnetkov kot katero koli podobno spletno mesto.
Spletna stran obiskovalcem omogoča ogled pornografskih videoposnetkov iz številnih kategorij, vključno s profesionalno in amatersko pornografijo. Uporabniki lahko delijo videoposnetke na spletnih mestih družbenih medijev in oddajo glasove »všeč mi je« ali »ni mi všeč«. Uporabniki lahko po želji registrirajo tudi brezplačen Pornhub račun, ki jim omogoča objavljanje komentarjev, prenos videoposnetkov, dodajanje videoposnetkov med svoje priljubljene, pa tudi samostojno nalaganje videoposnetkov. Videoposnetke je mogoče označiti, če vsebujejo vsebino, ki krši pogoje storitve spletnega mesta. 
Podjetje je oktobra 2013 predstavilo storitev, imenovano "Pornhub Select". Pornhub je 9. oktobra 2013 predstavil tudi spletno mesto za urejanje vsebine, imenovano "PornIQ", ki uporablja algoritem za ustvarjanje prilagojenih seznamov predvajanja videoposnetkov za gledalce na podlagi številnih dejavnikov, uro dneva, ko obiščejo spletno stran, v katerem delu sveta živijo in koliko časa ima gledalec za ogled videoposnetkov. 
Od leta 2009 tri največja pornografska spletna mesta RedTube, YouPorn in PornHub, skupaj predstavljajo sto milijonov edinstvenih obiskovalcev.
Junija 2015 je Pornhub objavil, da bo posnel pornografski film, ki prikazuje resnični seks v vesolju, z imenom Sexplorations. Stran je upala, da bo začela misijo in posnela film leta 2016, pri čemer bo sama krila stroške pred-produkcije in post-produkcije, vendar bo od donatorjev IndieGogo zahtevala 3,4 milijona dolarjev. Če bi bil financiran, bi bil film predviden za izdajo leta 2016. 
1. februarja 2016 je Pornhub predstavil spletni kazino, ki ga poganjajo Betsoft, Endorphina in programska oprema za igre na srečo 1x2.
Oktobra 2017 je podpredsednik Corey Price napovedal, da bo Pornhub uporabil programsko opremo za računalniški vid in umetno inteligenco za identifikacijo in označevanje videoposnetkov na spletni strani z informacijami o izvajalcih in spolnih dejanjih. Price je dejal, da podjetje načrtuje skeniranje celotne zbirke v začetku leta 2018. 
17. aprila 2018 je Pornhub začel sprejemati kriptovaluto Verge kot možnost plačila.
Decembra 2020 sta po novicah v The New York Timesu, napisan članek od Nicholasa Kristofa, bila kritična do podjetja, plačilni sredstvi Mastercard in Visa sta prekinila svoje storitve za Pornhub. Pornhub je nato odstranil vse videe nepreverjenih uporabnikov.

### Pornografija brez privolitve
Pornhub zaposluje Vobile za iskanje nalaganj prepovedanih videoposnetkov, da jih odstranijo s spletnega mesta, vsebino brez privolitve ali podatke, ki omogočajo osebno identifikacijo, pa je na Pornhubu mogoče prijaviti podjetju preko spletnega obrazca. Novinarji pri Vice so komentirali, da Pornhub profitira z vsebinami, ki uničujejo življenja in še vnaprej povzročajo škodo.  Slate je dejal, da ta poteza odraža večji trend internetnih platform, ki uporabljajo preverjanje za razvrščanje virov.
Leta 2009 je bila 14-letna ženska skupinsko posiljena in je trdila, da so bili videoposnetki naloženi na Pornhub. Ženska je trdila, da je Pornhub večkrat poslala e-pošto v obdobju šestih mesecev, vendar ni prejela nobenega odgovora. Potem ko je lažno predstavljala odvetnika, so videoposnetke odstranili. Drugi primer oktobra 2019 je vključeval moškega, ki se sooča z obtožbami o nepridipravnem napadu 15-letne ženske, videoposnetke katere so odkrili na Pornhubu, Modelhubu, Periscopeu in Snapchatu, zaradi česar je bil aretiran. Skupina Not Your Porn s sedežem v Združenem kraljestvu je bila ustanovljena katere avtor je prijatelj ženske, katere shramba iCloud je bila vlomljena, zaradi česar je heker poleg njenega polnega imena na Pornhub objavljal spolno eksplicitne fotografije in videoposnetke. Pornhub je odstranil videoposnetek, ko je bil prijavljen preko spletnega obrazca, vendar so se kloni videoposnetka z njenim polnim imenom klonirali hitreje, kot je bil videoposnetek lahko odstranjen. Ustanovitelj Not Your Porn je poročal, da je petdeset žensk stopilo v stik z njo v obdobju šestih mesecev glede njene neprivolitvene spletne pornografije, od katerih jih je trideset poročalo, da so bili videoposnetki naloženi na Pornhub. 
Leta 2019 je bil uradni kanal GirlsDoPorn, ki ga je preveril Pornhub, odstranjen s spletnega mesta. To je bil dvajseti največji kanal na spletnem mestu. 10. oktobra 2019 sta bila lastnika od GirlsDoPorn skupaj z dvema zaposlenima aretirani zaradi treh obtožb trgovine z ljudmi na silo, goljufije in prisile, po civilni tožbi, vloženi julija. Kanal so teden dni zatem odstranili, saj so novinarji pri Daily Dot in Motherboard trdili, da je bil počasen odziv na incident.  Poleg tega so se videoposnetki še vedno neuradno pojavljali na spletni strani Pornhub. 
Fundacija Internet Watch Foundation (IWF) je med letoma 2017 in 2019 odkrila 118 primerov gradiva o spolni zlorabi otrok na Pornhubu. Pornhub je to vsebino hitro odstranil. Tiskovni predstavnik IWF je dejal, da druga družbena omrežja in komunikacijska orodja predstavljajo večji problem kot Pornhub v zvezi s to vrsto vsebine. Leta 2020 je nacionalni center za pogrešane in izkoriščane otroke poročal, da je več kot 20 milijonov prijav gradiva o spolni zlorabi otrok, povezanih z vsebino na Facebooku, kar predstavlja 95 % vseh prijav, in da so bila Pornhub in druga spletna mesta MindGeek subjekt 13.000 prijavam.
Kot odgovor na ranljivo vsebino na spletnem mestu je spletna peticija, ki poziva k zaprtju Pornhuba, v letu 2020 pridobila več kot milijon podpisov.  Peticijo je sprožila Laila Mickelwait, direktorica Abolicije pri Exodus Cry, krščanski neprofitni organizaciji za boj proti trgovini z ljudmi in spolnemu delu, naslovljena pa je bila na vodstvo MindGeeka, matične družbe Pornhub. V peticiji so navedeni številni primeri gradiva brez privolitve in zlorabe otrok na spletnem mestu, vključno s trgovino z otroki, ki jo je spletno mesto postavilo za "preverjenega modela". V odgovor na peticijo je Pornhub trdil, da so morali odstraniti takšne materiale s spletnega mesta.  
Decembra 2020 je v časopisu The New York Times, avtor članka Nicholas Kristof, opisal Pornhub kot podjetje, ki monetizira posilstvo otrok, maščevalno pornografijo, videoposnetke vohunskih kamer tuširanja žensk, rasistične vsebine ter posnetke zadušitve žensk v plastičnih vrečkah. Kot odgovor na članek je Pornhub napovedal, da bo preprečil nalaganje videoposnetkov nepreverjenih uporabnikov in onemogočil prenose videoposnetkov. Visa in Mastercard sta tudi napovedala, da bosta pregledala svoje finančne vezi s Pornhubom.   10. decembra 2020 sta Mastercard in Visa blokirala uporabo svojih kartic na Pornhubu.   Pornhub je za New York Times povedal, da so te trditve "neodgovorne in očitno neresnične".
14. decembra 2020 je Pornhub objavil, da so bili vsi videoposnetki, ki so jih objavili nepreverjeni uporabniki, odstranjeni iz javnega dostopa "čakajoči na preverjanje in pregled".  S tem se je število videoposnetkov na spletni strani zmanjšalo s 13 milijonov na 4 milijone. V Braziliji je po besedah Claytona Nunesa, izvršnega direktorja Brasileirinhas, rezultat tega ukrepa pokazal, da so ljudje, ki nalagajo neprivolitveno pornografijo na Pornhub, ljudje kateri nalagajo piratsko pornografijo.
Decembra 2020 je bilo MindGeekovo podjetje Pornhub, toženo v Kaliforniji zaradi gostovanja videoposnetkov brez soglasja, ki jih je produciral GirlsDoPorn, ki je prisilil ženske, da so se pojavile v njihovih videoposnetkih pod lažno pretvezo. Januarja 2021 je bila v Montrealu sprožena skupinska tožba s podobnimi trditvami. Skupinska tožba, ki jo je predlagal Kanadčan, je zahtevala 600 dolarjev milijonov za vsakogar, ki je imel intimne fotografije in videoposnetke, ko so bili mladoletni in jih delili na spletnih mestih MindGeek brez njihovega soglasja od leta 2007.  Junija 2021 je 34 žensk tožilo MindGeek na zveznem sodišču v Kaliforniji, češ da jih je podjetje izkoriščalo ter gostilo in promoviralo videoposnetke, ki prikazujejo posilstvo, maščevalno pornografijo in spolno zlorabo otrok. 
V luči teh polemik je Vice poročal, da so posamezniki, povezani s skrajno desničarskimi in krščanskimi fundamentalističnimi skupinami, ki trdijo, da se borijo proti trgovini z ljudmi in pornografiji, razširjali dezinformacije in grozili s smrtjo osebju Pornhuba in spolnim delavcem.

### Nepornografske vsebine
Uporabniki Pornhuba so na spletno mesto pogosto nalagali nepornografske vsebine, vključno z objavami hollywoodskih filmov (v prepričanju, da bo imetniki avtorskih pravic manj verjetno iskali naložene vsebine na Pornhubu kot na običajni storitvi za deljenje videa, kot je YouTube), da bi monetizirali vsebino. Ti videoposnetki imajo pogosto dvojne naslove, ki spominjajo na pornografske filme, kot je piratski posnetek muzikala Hamilton, naslovljen kot "Revolutionary Boys Get Dirty on American Politics", posnetek iz animiranega filma Puss in Boots, naslovljen kot "Hardcore Pussy Gets Wrecked", najboljše trenutnke v e-športnih dogodkih naslavljajo kot »gangbang«, in videoposnetke Ryana Creamerja, ki vsebujejo komične videe s spolnimi naslovi.
Marca 2020 je Pornhub premierno predstavil dokumentarec o Leilah Weinraub, Shakedown, ki opisuje temnopolti lezbični striptiz klub z istim imenom v Los Angelesu. Direktor blagovne znamke Alex Klein je izjavil, da je bila premiera filma na Pornhubu del "večje splošne zaveze Pornhuba k podpori umetnosti."

### Zahtevki zaradi kršitve avtorskih pravic
Leta 2010 je podjetje Mansef Inc. in Interhub, takratna lastnika Pornhuba, tožilo podjetje za avtorske pravice družbe za produkcijo pornografskih filmov Pink Visual, Ventura Content, zaradi kršitve avtorskih pravic 95 videoposnetkov na spletnih mestih, vključno s Pornhub, Keezmovies, Extremetube in Tube8. Glede na Ventura Content je bilo 45 videoposnetkov pretočno predvajanih "desetmilijonkrat" in trdili so, da piratstvo ogroža celotno industrijo zabave za odrasle. Tožba je potekala oktobra 2010 s pogoji, ki ostajajo zaupni. Strani sta se dogovorili, da bodo operaterji spletnih mest na svojih spletnih mestih uvedli filtriranje digitalnih prstnih odtisov. Pornografska spletna mesta 2.0, kot so ta, veljajo za pomembno konkurenco plačanim pornografskim spletnim mestom ter tradicionalni pornografiji na podlagi revij in DVD-jev.  
Julija 2021 je Pornhub izdal Classic Nudes, interaktivni vodnik po klasični umetnosti velikih institucij, kot sredstvo za pomoč muzejem pri okrevanju od finančnega davka pandemije. Vendar so Louvre, Galerija Uffizi in Museo del Prado tožili Pornhub zaradi kršitve avtorskih pravic in trdili, da muzeji nikoli niso podelili dovoljenj ali uporabo umetnosti.  

### Zlonamerno oglaševanje
Leta 2014 je raziskovalec Conrad Longmore ugotovil, da oglasi, ki jih prikazujejo spletna mesta, vsebujejo zlonamerne programe, ki nameščajo škodljive datoteke na računalnike uporabnikov brez njihovega dovoljenja. Longmore je za BBC povedal, da med pornografskimi spletnimi stranmi največjo grožnjo predstavljata Pornhub in XHamster.
Leta 2017 je varnostno podjetje Proofpoint odkrilo zlonamerne oglase, ki se izvajajo na spletnem mestu in so lahko na osebne računalnike uporabnikov namestili vsiljivo programsko opremo. Oglasi so bili promovirani na spletnem mestu več kot eno leto brez seznanitve Pornhuba.

## Izdelki
Pornhub ponuja videoposnetke navidezne resničnosti, ki omogočajo 360° ogled premium uporabnikom. Uporablja se lahko s PlayStation VR, čeprav je treba videoposnetke prenesti iz računalnika in jih premestiti preko USB-ja.
Leta 2015 je Pornhub napovedal nosljivo napravo, imenovano "Wankband" - zapestnico, ki shranjuje kinetično energijo med moško masturbacijo in jo je mogoče nato uporabiti za polnjenje naprav.  Od leta 2020 spletna stran Pornhub pravi, da je izdelek še v razvoju.

### VPNHub
Maja 2018 je Pornhub predstavil storitev VPN, znano kot VPNHub, brezplačno storitev, ki ponuja plačljivo različico brez oglasov. VPNHub je bil zgrajen v partnerstvu s podjetjem AppAtomic s sedežem v ZDA, katerega strežniki se nahajajo v ZDA. Glede na TechRadar VPNHub deluje v strežniškem omrežju StackPath.
VPNHub se strinja s politiko brez beleženja.

## Človekoljubje
Pornhub je gostil dogodke in kampanje za ozaveščanje o raku dojke. Prvi od teh dogodkov je potekal v New Yorku 24. aprila 2012 z uvedbo "Boob Bus",  ki je ponujal brezplačne preglede dojk za mimoidoče in poučevanje tehnik samopregledovanja za uporabo od doma. Pornhub je gostil "Save the Boobs!" kampanjo avgusta 2012.  Za vsakih 30 ogledov videa v Pornhubovi kategoriji "velike joške" ali "majhne joške" v mesecu oktobru je spletno mesto ponudilo donacijo penija fundaciji Susan G. Komen. Vendar je fundacija Susan G. Komen zavrnila ponudbo z navedbo, da niso partner Pornhuba, da ne bodo sprejeli njihovih donacij in pozvala podjetje, naj preneha uporabljati njihovo ime. Ogledanih je bilo skupno 74.146.928 videoposnetkov, kar je približno 24.716 dolarjev vrednih donacij, ki jih je Pornhub pozneje potrojil na 75.000 dolarjev. Donacije so bile razdeljene med več dobrodelnih organizacij, vključno s skladom Eileen Stein Jacoby in Cancer Sucks Inc. 
Za "dan dreves" (angl. Arbour Day) 2014 je Pornhub začel tedensko okoljsko kampanjo, imenovano "Pornhub Gives America Wood", ki se je začela 25. aprila 2014 in končala 2. maja 2014. 

## Nagrade Pornhub
Uvodna podelitev nagrad Pornhub je potekala 6. septembra 2018 v gledališču Belasco v Los Angelesu. Kanye West je bil kreativni direktor. Na dogodku je West debitiral z videospotom za svojo pesem "I Love It". Druga letna predstava je bila 11. oktobra 2019 v gledališču Orpheum v Los Angelesu in Bad Bunny je vodil dogodek. 

## Trendi iskanja
Pod naslovom "Pornhub Insights", Pornhub redno objavlja informacije, izvlečene iz svojega arhiva iskanj, v katerih regijah se najbolj uporablja, iskanja žensk v primerjavi z iskanji moških, najbolj priljubljene iskalne izraze glede na leto ali območje, variacije iskanj, ki so vzporedna s trenutnimi dogodki, in podobno. V prvi polovici leta 2017 je bil glavni iskalni izraz v ZDA "hentai", 37% iskalcev gejevske moške pornografije pa je žensk. Pornhub vsako leto izda "Letni pregled". Zaradi tega so ga poimenovali "Kinseyevo poročilo našega časa". Glede na raziskavo podatkovnega znanstvenika Setha Stephens-Davidowitza je 25% ženskih iskanj heteroseksualne pornografije na Pornhubu vključevalo ključne besede, ki iščejo boleč, ponižujoč ali spolni odnos brez privolitve. 
Pornhub je poročal tudi o prometnih trendih in njihovem odnosu do velikih dogodkov. Promet je bil med sončnim mrkom 21. avgusta 2017 pod običajnim nivojem. Med opozorilom o lažnem izstrelku na Havajih leta 2018 je spletni promet na Pornhub na Havajih ob 8:23 zjutraj upadel za 77% (od običajnih sobotnih številk). Po poslanem opozorilu se je ob 9:01 zjutraj povečalo za 48% nad običajne ravni, po obvestilu, da je bilo opozorilo napačno.
Med pandemijo COVID-19, ko je Pornhub ponudil "Pornhub Premium" brezplačno, se je svetovni promet povečal za 18,5 %. 

## Cenzura
Leta 2011 je evropski ponudnik širokopasovnih storitev TalkTalk (prej Tiscali) prejel nekaj kritik, ker njegov internetni filter več kot teden dni ni uspel blokirati Pornhuba. To je bila posledica vprašanja internetne varnosti otrok.
Januarja 2013 je The Huffington Post komentiral, da je CBS zavrnil predvajanje kratke reklame za spletno stran Pornhub s tematiko odraslih med nedeljskim Super Bowlom, 20-sekundni spot, ki prikazuje starejši par, ki sedi na klopci v parku (to je pravzaprav vse, kar se zgodi), ne vključuje eksplicitne vsebine. Zavrnili so ga, ker bi lahko zvezna komisija za komunikacije CBS razglasila za odgovornega za odobravanje pornografskih vsebin, saj je predvajanje pornografije na ameriški televiziji nezakonito.
Septembra 2013 je spletno mesto blokiralo Great Firewall na Kitajskem.
12. marca 2014 je bil Pornhub v Rusiji blokiran, ker je bila ena igralka videti premlada, zaradi česar so nekateri gledalci mislili, da je mladoletna. 
Septembra 2016 je bilo spletno mesto v Rusiji blokirano zaradi "širjenja škodljivih informacij otrokom" in ponovno vzpostavljeno aprila 2017 po uvedbi določanju starosti uporabnikov.
Januarja 2017 je vlada Filipinov internetnim uporabnikom preprečila dostop do Pornhuba in drugih pornografskih spletnih mest. Spletni strani sta bili blokirani v skladu z republiškim zakonom 9775 ali zakonom proti otroški pornografiji, ki spletnim mestom prepoveduje gostovanje otroške pornografske vsebine.
Oktobra 2018 je višje sodišče v Uttarakhandu ponovno uvedlo prepoved Pornhuba v Indiji, vendar je ponudnikom internetnih storitev omogočilo, da ne blokirajo spletnih mest, ki ne vsebujejo otroške pornografije. Da bi se izognil prepovedi,  je Pornhub vzpostavil zrcalno spletno stran na Pornhub.net. 
Novembra 2020 je tajska vlada med drugimi pornografskimi spletnimi mesti blokirala Pornhub. 

## V popularni kulturi
Pornhub se pojavi v številnih prizorih ameriške romantične komedije Don Jon iz leta 2013. Podpredsednik Pornhuba Cory Price je pojasnil, da se je eden od producentov filma marca 2012 obrnil na podjetje in prosil za dovoljenje za uporabo blagovne znamke Pornhub. Price je pregledal scenarij filma in jim izdal dovoljenje, pomagal jim je celo pridobiti posnetke za uporabo v filmu pri njihovih partnerjih za vsebino (npr. Brazzers, Mofos, Digital Playground in Twistys). Joseph Gordon-Levitt, režiser in igralec v filmu, je posnetke spremenil v hitre montaže, ki so tudi vidno predstavljene v filmu.